# ミートモリタ屋
株式会社ミートモリタ屋（ミートもりたや）は、大阪府高槻市に本社を置くスーパーマーケット、及び焼肉屋を中心とした飲食店を展開している会社である。なお、JR京都伊勢丹や、東京丸の内ビルに出店している株式会社モリタ屋とは創業が同じである。

## 概要
創業は明治2年、日本最初の牛肉屋として京都猪熊四条に「盛牛舎森田」を開業した。その後大正元年、大正天皇の即位式には森田牧場の牛乳と牛肉を献上し、その後も宮内省、陸軍省の御用達を許される。昭和47年 株式会社ミートモリタ屋設立し、スーパーマーケットとして歩み始める。